# 産業法令一覧
産業法令一覧（さんぎょうほうれいいちらん）は、産業法に関する法令の一覧である。

## 現行法律

### あ行
- 意匠法

- 液化石油ガスの保安の確保及び取引の適正化に関する法律
- エネルギーの使用の合理化等に関する法律

### か行
- 海上運送法
- 化学物質の審査及び製造等の規制に関する法律
- 核原料物質、核燃料物質及び原子炉の規制に関する法律
- ガス事業法
- 化製場等に関する法律
- 家畜改良増殖法
- 家畜商法
- 貨物自動車運送事業法
- 火薬類取締法

- 技術士法
- 軌道法
- 軌道ノ抵当ニ関スル法律
- 揮発油等の品質の確保等に関する法律
- 金属鉱業等鉱害対策特別措置法
- 銀行法

- 空港法（旧空港整備法）

- 競馬法
- 警備業法
- 計量法
- 原子力基本法
- 建設機械抵当法
- 建設業法
- 建築基準法
- 建築士法

- 高圧ガス保安法
- 鉱業法
- 工業用水法
- 工業用水道事業法
- 航空機製造事業法
- 航空機抵当法
- 航空法
- 鉱山保安法
- 高齢者、身体障害者等が円滑に利用できる特定建築物の建築の促進に関する法律
- 港湾運送事業法
- 小型自動車競走法
- 小型船舶の登録等に関する法律

### さ行
- 実用新案法
- 私的独占の禁止及び公正取引の確保に関する法律
- 自転車競技法
- 獣医師法
- 獣医療法
- 住宅の品質確保の促進等に関する法律
- 出資の受入れ、預り金及び金利等の取締りに関する法律
- 種苗法
- 証券取引法
- 使用済自動車の再資源化等に関する法律
- 商標法
- 情報処理の促進に関する法律
- 消防法
- 飼料の安全性の確保及び品質の改善に関する法律
- 深海底鉱業暫定措置法
- 新幹線鉄道における列車運行の安全を妨げる行為の処罰に関する特例法
- 信用金庫法

- 水道法

- 石油業法
- 石油パイプライン事業法
- 船員法
- 全国新幹線鉄道整備法
- 船舶職員及び小型船舶操縦者法
- 船舶法

- 倉庫業法

### た行
- 大規模小売店舗における小売業の事業活動の調整に関する法律
- 対人地雷の製造の禁止及び所持の規制等に関する法律
- 宅地建物取引業法

- 中小企業等協同組合法
- 中小企業における労働力の確保及び良好な雇用の機会の創出のための雇用管理の改善の促進に関する法律
- 中小企業による地域産業資源を活用した事業活動の促進に関する法律
- 中小企業の新たな事業活動の促進に関する法律
- 著作権法

- 帝都高速度交通営団法
- 鉄道営業法
- 鉄道軌道整備法
- 鉄道事業法
- 鉄道抵当法
- 電気工事業の業務の適正化に関する法律
- 電気工事士法
- 電気事業者による新エネルギー等の利用に関する特別措置法
- 電気事業法
- 電気通信事業法
- 電気用品安全法
- 電気用品取締法
- 電波法

- 東京地下鉄株式会社法
- 投資信託及び投資法人に関する法律
- 道路運送法
- 道路運送車両法
- 道路交通法
- 特定ガス消費機器の設置工事の監督に関する法律
- 特定電気通信役務提供者の損害賠償責任の制限及び発信者情報の開示に関する法律
- 特定都市鉄道整備促進特別措置法
- 都市モノレールの整備の促進に関する法律
- 土砂等を運搬する大型自動車による交通事故の防止等に関する特別措置法
- 特許法

### な行
- 熱供給事業法

- 農業倉庫業法
- 農薬取締法

### は行
- 武器等製造法
- 不当景品類及び不当表示防止法
- 踏切道改良促進法

- 弁理士法

- 放送法
- 保険業法

### ま行
- マンションの管理の適正化の推進に関する法律

- モーターボート競走法

### や行
- 遊漁船業の適正化に関する法律
- 有線電気通信法
- 輸出入取引法

### ら行
- 陸上交通事業調整法

## 現行政令
○○法施行令などは、記事があるもののみ掲載した。

### あ行
- 意匠法施行令

- 液化石油ガスの保安の確保及び取引の適正化に関する法律施行令
- エネルギーの使用の合理化に関する法律施行令

### か行
- 海上運送法施行令
- 化学物質の審査及び製造等の規制に関する法律施行令
- 核原料物質、核燃料物質及び原子炉の規制に関する法律施行令
- ガス事業法施行令
- 化製場等に関する法律施行令
- 家畜改良増殖法施行令
- 家畜商法施行令
- 貨物自動車運送事業法施行令
- 火薬類取締法施行令
- 火薬類の運搬に関する総理府令

- 危険物の規制に関する政令
- 技術士法施行令
- 軌道法施行令
- 軌道法の規定による主務大臣の職権を都道府県知事等に委任する政令
- 銀行法施行令

- 空港整備法施行令

- 競馬法施行令
- 警備業法施行令
- 計量法施行令
- 原子力基本法施行令
- 建設機械抵当法施行令
- 建設業法施行令
- 建築基準法施行令
- 建築士法施行令

- 高圧ガス保安法施行令
- 高圧ガス保安法関係手数料令
- 工業用水法施行令
- 航空機製造事業法施行令
- 航空機抵当法施行令
- 航空法施行令
- 鉱山保安法施行令
- 高齢者、身体障害者等が円滑に利用できる特定建築物の建築の促進に関する法律施行令
- 港湾運送事業法施行令
- 小型自動車競走法施行令
- 小型船舶の登録等に関する法律施行令

### さ行
- 実用新案法施行令
- 私的独占の禁止及び公正取引の確保に関する法律施行令
- 自転車競技法施行令
- 獣医師法施行令
- 獣医療法施行令
- 住宅の品質確保の促進等に関する法律施行令
- 出資の受入れ、預り金及び金利等の取締りに関する法律施行令
- 種苗法施行令
- 証券取引法施行令
- 使用済自動車の再資源化等に関する法律施行令
- 商標法施行令
- 情報処理の促進に関する法律施行令
- 消防法施行令
- 飼料の安全性の確保及び品質の改善に関する法律施行令
- 深海底鉱業暫定措置法施行令
- 新幹線鉄道における列車運行の安全を妨げる行為の処罰に関する特例法施行令
- 新幹線鉄道における列車運行の安全を妨げる行為の処罰に関する特例法の規定を適用する新幹線鉄道の区間及び日を定める政令
- 信用金庫法施行令

- 水道法施行令

- 船員法施行令
- 全国新幹線鉄道整備法施行令
- 船舶職員及び小型船舶操縦者法施行令
- 船舶法施行令

- 倉庫業法施行令

### た行
- 中小企業の新たな事業活動の促進に関する法律施行令

- 帝都高速度交通営団法施行令
- 鉄道建設債券令
- 鉄道線路の道路への敷設の許可手続を定める政令
- 電気用品安全法施行令
- 電波法関係手数料令
- 電波法施行令

- 特定都市鉄道整備促進特別措置法施行令

### は行
- 踏切道改良促進法施行令

### や行
- 有線電気通信法施行令

## 現行省令

### あ行
- 一般高圧ガス保安規則

- 運転免許取得者教育の認定に関する規則
- 運転免許に係る講習に関する規則

- 液化石油ガス保安規則

### か行
- 化学物質の審査及び製造等の規制に関する法律の規定に基づく立入検査をする環境省の職員の携帯する身分を示す証明書の様式を定める省令
- 火薬類運送規則

- 基幹放送局の開設の根本的基準
- 危険物の規制に関する規則
- 軌道運転規則
- 軌道運輸規程
- 軌道建設規程
- 軌道抵当取扱規則
- 技能検定員審査等に関する規則
- 救命艇手規則

- 経営安定基金に係る経理の整理に関する省令

- 高圧ガス保安協会規則
- 高圧ガス保安法の規定に基づく意見の聴取の手続に関する規則
- 高圧ガス保安法の規定に基づく公聴会等の手続に関する規則
- 高圧ガス保安法に基づく外国容器等製造業者及び外国特定設備製造業者の登録申請手数料の項の計算に関する省令
- 高圧ガス保安法に基づく指定試験機関等に関する省令
- 高圧ガス保安法に基づく高圧ガス製造保安責任者試験等に関する規則
- 鉱業法施行規則
- 鉱業上使用する工作物等の技術基準を定める省令
- 鉱山保安法施行規則
- 工事担任者規則
- コンビナート等保安規則

### さ行
- 索道施設に関する技術上の基準を定める省令
- 座席ベルトの装着義務の免除に係る業務を定める規則

- 指定化学物質の有害性の調査の指示及び第2種特定化学物質に係る認定等に関する省令
- 指定講習機関に関する規則
- 指定自動車教習所等の教習の基準の細目に関する規則
- 指定自動車教習所の指定に係る別段の申出に関する規則
- 深海底鉱業暫定措置法施行規則
- 深海底鉱山保安規則
- 新規化学物質の製造又は輸入に係る届出等に関する省令
- 新規化学物質に係る試験及び指定化学物質に係る有害性の調査の項目等を定める省令
- 新幹線鉄道における列車運行の安全を妨げる行為の処罰に関する特例法施行規則

- 船舶機関規則
- 船舶構造規則
- 専用鉄道の施設の技術上の基準を定める省令

- 測定器等の較正に関する規則

### た行
- 端末機器の技術基準適合認定等に関する規則

- 中小企業の新たな事業活動の促進に関する法律施行規則

- 帝都高速度交通営団法施行規則
- 鉄道事業会計規則
- 鉄道事業等監査規則
- 鉄道事業等報告規則
- 鉄道事故等報告規則
- 鉄道施設等検査規則
- 鉄道車両用機器の整備のためのポリ塩化ビフェニルの使用に関する技術上の基準を定める省令
- 鉄道整備基金法施行規則
- 鉄道抵当法施行規則
- 電気通信事業法施行規則
- 電気通信主任技術者規則
- 電気設備に関する技術基準を定める省令
- 電気用品安全法施行規則
- 電波監理審議会が行う審理及び意見の聴取に関する規則
- 電波法施行規則

- 動力車操縦者運転免許に関する省令
- 登録水先人養成施設及び登録水先免許更新講習に関する省令
- 登録検査等事業者等規則
- 登録修理業者規則
- 特定設備検査規則
- 特定都市鉄道整備促進特別措置法施行規則
- 特定無線局の開設の根本的基準
- 特定無線設備の技術基準適合証明等に関する規則
- 届出自動車教習所が行う教習の課程の指定に関する規則

### は行
- 踏切道の保安設備の整備の補助に関する省令
- 踏切道の立体交差化、構造の改良及び保安設備の整備に関する省令

- 放送法施行規則

### ま行
- 無軌条電車運転規則
- 無軌条電車建設規則
- 無線機器型式検定規則
- 無線局運用規則
- 無線局（基幹放送局を除く。）の開設の根本的基準
- 無線局免許手続規則
- 無線従事者規則
- 無線設備規則

### や行
- 有線電気通信法施行規則

- 容器保安規則

### ら行
- 冷凍保安規則

## 現行告示
- アセチレン溶接装置のアセチレン発生器構造規格
- アセチレン溶接装置の安全器及びガス集合溶接装置の安全器構造規格
- 圧縮天然ガス自動車燃料装置用継目なし容器告示
- 圧縮天然ガス自動車燃料装置用複合容器告示
- 圧力容器構造規格
- 安全帯の規格

- 移動式クレーン構造規格
- 一般高圧ガス保安規則第四十六条第二項第一号イの規定に基づき、経済産業大臣が定めるガスを定める件
- 一般継目なし容器告示
- 一般複合容器告示

- エックス線装置構造規格
- エレベーター構造規格

- 化学兵器の禁止及び特定物質の規制等に関する法律施行規則第三十一条第四項に規定する特定手続を行う者の使用に係る電子計算機に係る基準
- 化学兵器の禁止及び特定物質の規制等に関する法律施行規則第三十一条第五項第二号に規定する電子証明書
- 可塑性爆薬に含める物質等を定める告示
- 型わく支保工用のパイプサポート等の規格
- 火薬庫外において貯蔵することのできる信号焔管を定める件
- 火薬類の容器包装の基準を定める告示
- 火薬類取締法施行規則第九十六条第四項に規定する特定手続を行う者の使用に係る電子計算機に係る基準
- 火薬類取締法施行規則第九十六条第五項第二号に規定する電子証明書
- 火薬類取締法施行規則第一条の四第七号の規定に基づき、火薬類取締法の適用を受けない火工品を指定した件
- 簡易ボイラー等構造規格
- 簡易リフト構造規格
- ガンマ線照射装置構造規格

- クレーン構造規格
- クレーン等製造許可基準
- クレーン又は移動式クレーンの過負荷防止装置構造規格

- 経済産業省関係化学物質の審査及び製造等の規制に関する法律施行規則第二十条第五項第二号に規定する電子証明書
- 経済産業省関係化学物質の審査及び製造等の規制に関する法律施行規則第20条第４項に規定する特定手続を行う者の使用に係る電子計算機に係る基準
- 研削盤等構造規格
- 建設用リフト構造規格

- 高圧ガス設備等耐震設計基準
- 高圧ガス保安法第三十五条第一項第一号の規定に基づき指定保安検査機関を指定した件
- 高圧ガス保安法施行令関係告示
- 高圧受電設備規程
- 鋼管足場用の部材及び付属金具の規格
- 鋼索鉄道の施設に関する技術上の基準の細目を定める告示
- 高所作業車構造規格
- 合板足場板の規格
- 交流アーク溶接機用自動電撃防止装置構造規格
- 小型ボイラー及び小型圧力容器構造規格
- ゴム、ゴム化合物又は合成樹脂を練るロール機及びその急停止装置の構造規格
- ゴンドラ構造規格

- 索道施設に関する技術上の基準の細目を定める告示
- 周波数割当計画

- 再圧室構造規格
- 再充てん禁止容器告示

- 施設及び車両の定期検査に関する告示
- 車両系建設機械構造規格
- ショベルローダー等構造規格
- 新幹線鉄道の施設に関する技術上の基準の細目を定める告示
- 新規化学物質の製造又は輸入に係る届出等に関する省令第五条第一項の規定に基づき厚生労働大臣、経済産業大臣及び環境大臣の指定する電子計算機を定める件

- ストラドルキャリヤー構造規格

- 絶縁用保護具等の規格
- 絶縁用防護具の規格
- 潜水器構造規格
- 専用鉄道の施設に関する技術上の基準の細目を定める告示

- 対人地雷の製造の禁止及び所持の規制等に関する法律施行規則第十八条第五項第二号に規定する電子証明書
- 対人地雷の製造の禁止及び所持の規制等に関する法律施行規則第十八条第四項に規定する特定手続を行う者の使用に係る電子計算機に係る基準
- 対内直接投資等に関する命令

- チェーンソーの規格
- 超低温容器告示

- つり足場用のつりチエーン及びつりわくの規格

- 手押しかんな盤及びその刃の接触予防装置の構造規格
- 鉄道運転規則第二条第一項第四号の危険品を定める告示
- 鉄道運転事故等報告書等の様式を定める告示
- 鉄道事業法第五十一条第一項の規定により指定検査機関の検査の業務の全部の廃止を許可した件
- 鉄道車両検査基準
- 鉄道等により火薬類を運送する場合の包装の基準等を定める告示
- デリツク構造規格
- 電気機械器具防爆構造規格
- 電気設備技術基準の解釈

- 動力プレス機械構造規格
- 登録小型船舶教習所の教習の内容の基準等を定める告示
- 特殊鉄道に関する技術上の基準を定める告示
- 特定設備検査規則に基づき材料、最小厚さ等の細目を定める告示
- 特定鉄道施設に係る耐震補強に関する指針

- 日本工業規格

- ファクシミリ装置の技術的基準
- フォークリフト構造規格
- 不整地運搬車構造規格
- 附属品告示
- 普通鉄道の施設に関する技術上の基準の細目を定める告示
- プレス機械又はシャーの安全装置構造規格

- ボイラー構造規格
- ボイラー及び第一種圧力容器の製造許可基準
- 防じんマスクの規格
- 防毒マスクの規格
- 紡績機械及び製綿機械並びにこれらの安全装置の構造規格
- 保護帽の規格

- 無煙火薬2トンを爆薬1トンに換算して火薬類取締法施行規則第四条第一項第四号の表(い)を適用するための手続を定める告示

- 木材加工用丸のこ盤並びにほの反ぱつ予防装置および歯の接触予防装置の構造規格

- 溶接容器告示
- 容器保安規則に基づき表示等の細目、容器再検査の方法等を定める告示

- ろう付け容器告示
- 労働安全衛生法の規定に基づく厚生労働大臣が定める規格又は安全装置

## 廃止法令

### 法律
- 新事業創出促進法

- 地方鉄道法
- 中小企業の創造的事業活動の促進に関する臨時措置法
- 鉄道敷設法
- 鉄道整備基金法

- 日本鉄道建設公団法

### 政令
- 新事業創出促進法施行令

- 中小企業の創造的事業活動の促進に関する臨時措置法施行令
- 鉄道整備基金法施行令

- 日本鉄道建設公団法施行令

### 省令
- 高圧ガス保安管理員等規則
- 鉱業代理人の保安に関する代理権限等に関する省令
- 鉱業廃棄物の処理等に関する基準を定める省令
- 鉱山施設性能検査等手数料規則
- 鉱山保安規則
- 鉱山保安法第二条第二項ただし書の附属施設の範囲を定める省令
- 鉱山保安法第九条の二第一項の物件を定める省令
- 鉱山における鉱害の防止のための規制基準を定める省令
- 鉱山坑内用品検定規則
- 深海底鉱山保安技術職員国家試験規則
- 新幹線鉄道構造規則
- 新幹線鉄道運転規則
- 新事業創出促進法施行規則
- 中小企業の創造的事業活動の促進に関する臨時措置法施行規則
- 鉄道運転規則
- 鉄道整備基金法施行規則
- 特殊鉄道構造規則
- 特定鉄道施設に係る耐震補強に関する省令
- 日本鉄道建設公団法施行規則
- 普通鉄道構造規則
- 踏切道の立体交差化及び構造の改良に関する省令
- 保安技術職員国家試験規則

### 告示
- 高圧ガス保安法に係る印紙をもって納付することができる手数料を定める等の件
- 浮上式鉄道の施設に関する技術上の基準の細目を定める告示
- 普通鉄道の車両に関する技術上の基準の細目を定める告示